# Aki Takayama
Aki Takayama –en japonés, 高山 亜樹, Takayama Aki– (Osakasayama, 12 de marzo de 1970) es una deportista japonesa que compitió en natación sincronizada.
Participó en los Juegos Olímpicos de Barcelona 1992, obteniendo una medalla de bronce en la prueba dúo. Ganó tres medallas en el Campeonato Mundial de Natación, en los años 1986 y 1991.

## Palmarés internacional
| Juegos Olímpicos   | Juegos Olímpicos   | Juegos Olímpicos  | Juegos Olímpicos |
| Año                | Lugar              | Medalla           | Prueba           |
| ------------------ | ------------------ | ----------------- | ---------------- |
| 1992               | Barcelona (España) | Medalla de bronce | Dúo              |
| Campeonato Mundial |                    |                   |                  |
| Año                | Lugar              | Medalla           | Prueba           |
| 1986               | Madrid (España)    | Medalla de bronce | Equipo           |
| 1991               | Perth (Australia)  | Medalla de plata  | Dúo              |
| 1991               | Perth (Australia)  | Medalla de bronce | Equipo           |